# Casque wz.2000

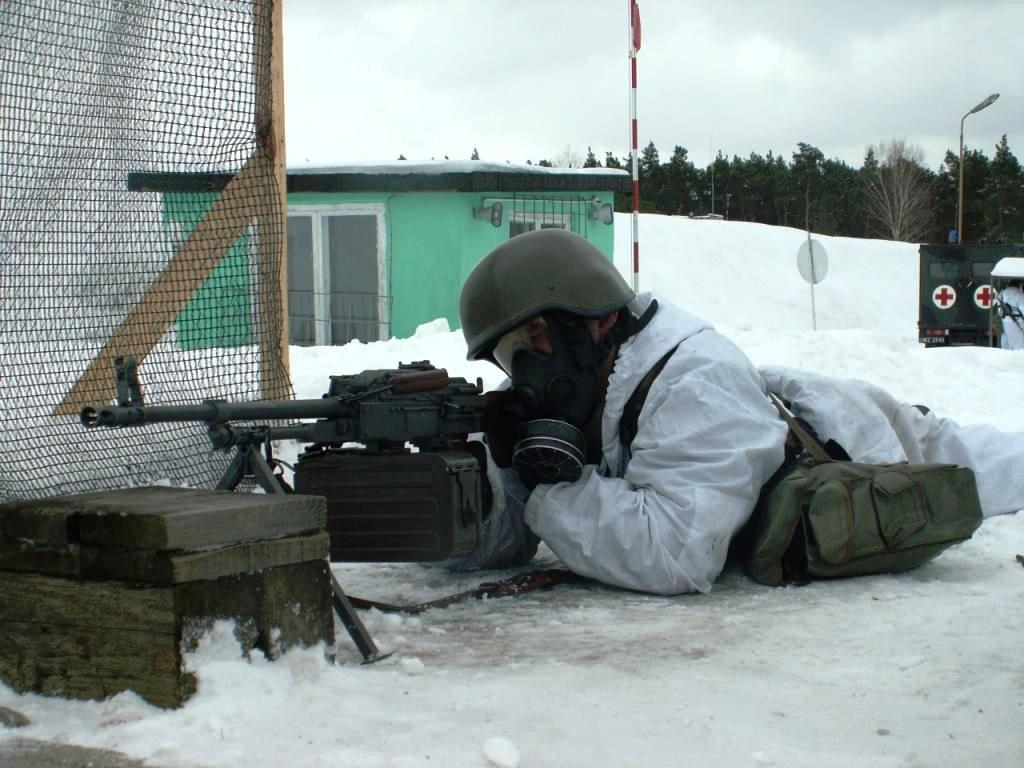
Casque wz. 2000

Le casque wz. 2000 est un casque de combat en matériaux composites utilisé par l'armée polonaise. Il est progressivement retiré de service au profit du casque wz.2005.

## Description
Le casque wz. 2000 est inspiré du casque allemand de type Schubert. Sa coque peinte en vert, est d'une forme charactéristique. La coiffe est composée d'un cerclage profilé et d'un "hamac" (semblable à celui du Casque wz.67). La bande de sudation  réalisée en cuir noir est fixée avec des attaches en velcro. Sa résistance balistique est comparable aux autres casques de même type (>610 m/s). Son défaut principal est une compatibilité limitée avec des jumelles de vision nocturne.